# Anale intra-epitheliale neoplasie

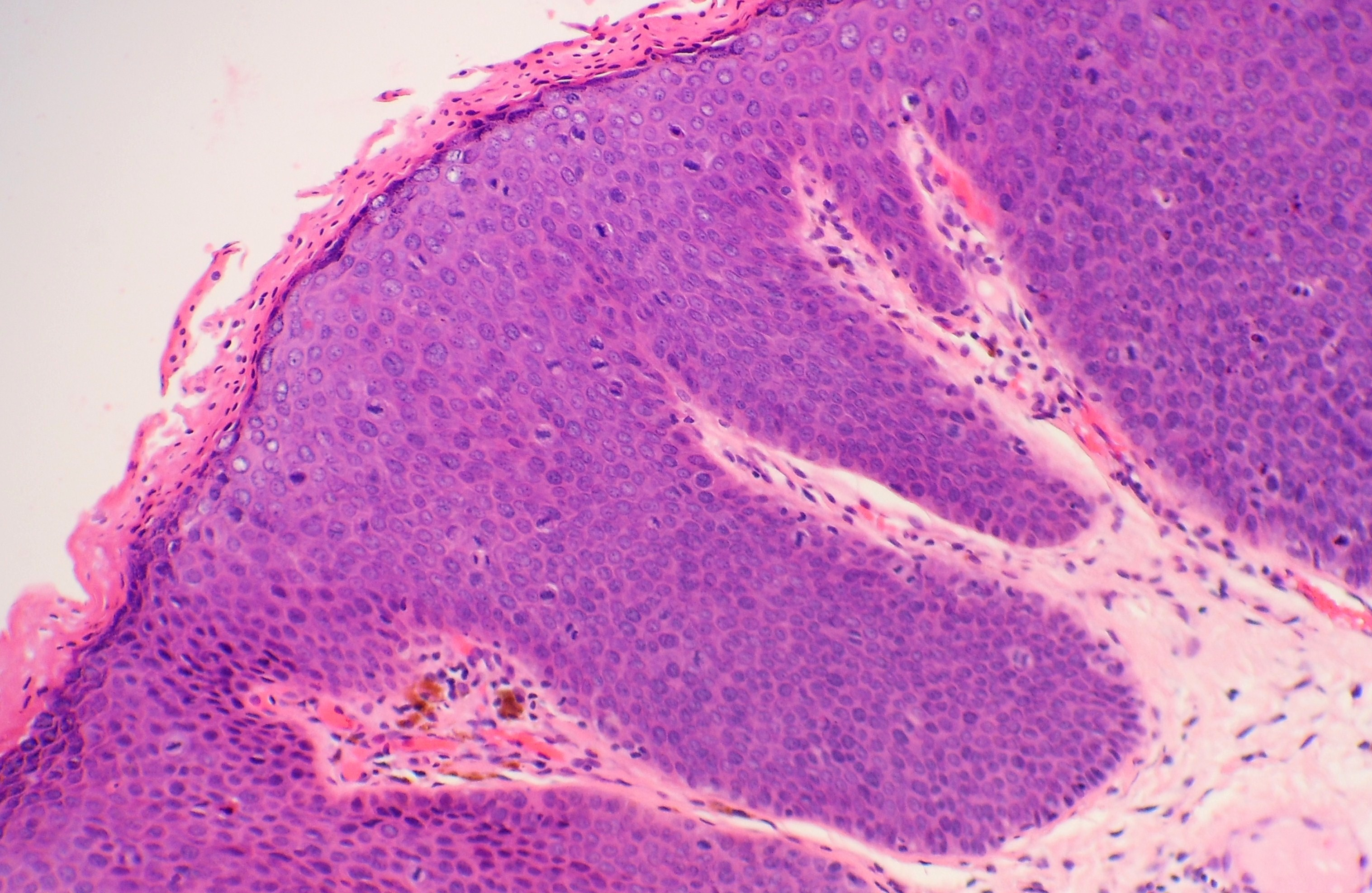
Hooggradig AIN

Anale intra-epitheliale neoplasie (AIN) is een voorstadium van anuskanker en wordt veroorzaakt door humaan papillomavirus (HPV), dat onder andere ook baarmoederhalskanker kan veroorzaken. 
Bij AIN zijn er afwijkende cellen in het slijmvlies van de anus. Deze cellen kunnen uitgroeien tot anuskanker. Er wordt onderscheid gemaakt tussen laaggradig AIN (AIN 1), waarbij de afwijkende cellen in de oppervlakkige slijmvlieslaag zitten, en hooggradig AIN (AIN 2 en 3), waarbij de afwijkende cellen zich dieper in de slijmvlieslaag bevinden. Behandeling van de AIN wordt meestal alleen aangeraden bij hooggradig AIN.
Personen met hiv die (passieve) anale seks hebben met personen die drager zijn van HPV hebben een hoger risico op AIN. De diagnose AIN kan worden gemaakt met behulp van hogeresolutie-anoscopie (HRA). De laesies veroorzaken geen anale pijn of bloedverlies. Pijn of bloedverlies zijn dus geen symptomen van AIN.

## Gerelateerde aandoeningen
- Vulvaire intra-epitheliale neoplasie (VIN), een voorstadium van schaamlipkanker (vulvakanker).[4]